# Palestra Ginnastica Ferrara
La Palestra Ginnastica Ferrara (o più semplicemente P.G.F.) è una associazione sportiva dilettantistica con sede a Ferrara.
Fondata nel 1879 è una delle prime società sportive affiliate alla Federazione Ginnastica d'Italia, nel 1968 è stata insignita della Stella d'Oro al Merito Sportivo.
Alla fine del XIX secolo, la PGF istituì una sezione calcistica, partecipando al Campionato italiano di calcio della Federazione Ginnastica Nazionale Italiana (FGNI), una delle prime competizioni del giuoco del calcio in Italia. Tra i risultati più rilevanti della sezione calcistica, spicca il secondo posto nel Campionato FGNI di calcio ottenuto nella prima edizione datata 1896, e la vittoria del summenzionato nel 1898, in cui la società si laureò campione nazionale superando altre sezioni calcistiche di squadre ginniche di rilievo come la Società Ginnastica di Torino e l’allora Società Udinese di Ginnastica e Scherma, rispettivamente seconda e terza classificate. Quest’ultimi risultati vennero raggiunti nelle tre edizioni prefatorie del Torneo FGNI all’inaugurazione del primo Campionato Italiano di calcio
Ha partecipato più volte ai Giochi olimpici con i suoi atleti e anche direttamente, in rappresentanza dell'Italia, ai Giochi Olimpici di Londra 1908.
La sede sociale dal 2004 è presso il PALAGYM, intitolato dal 2014 ad Orlando Polmonari, ginnasta medaglia di bronzo a Roma 1960.